# Query by Humming
Query by Humming (QbH) ist eine inhaltsbasierte Audiosuche, die das Finden von Musikstücken durch Summen, Pfeifen oder ähnlichem ermöglicht. 
Das gesummte Musikstück wird aufbereitet, indem es in Segmente unterteilt wird und diese dann normalisiert werden. Das Ergebnis wird dann mit Hilfe einer Distanzmetrik mit einer bereits bestehen Datenbank von Musikstücken verglichen. Diese Datenbank enthält bereits aufbereitete, gut indizierbare Zeitreihen von Musikstücken.
Mittlerweile gibt es bereits einige Onlineimplementationen dieser Technik.